# Abandonware
Met abandonware wordt verouderde software bedoeld, die meestal niet meer door de ontwikkelaar of rechthebbende wordt ondersteund of verkocht. Het woord is een samentrekking van het Engelse werkwoord to abandon (wat "verlaten" betekent) en software. Het gaat dan om oude computerspellen voor DOS, Apple Macintosh, Amiga en spelcomputers, maar eveneens software die al enige tijd niet meer ontwikkeld wordt.
Hoewel de definities verschillen, gaat het meestal om software die niet langer verkocht wordt, en waarvoor de producent geen ondersteuning meer biedt. Daardoor wordt het voor consumenten onmogelijk om het programma legaal aan te schaffen, of om beschadigde diskettes te vervangen.
Rond 1997 ontstonden de eerste websites die de uitdrukking abandonware hanteerden en het mogelijk maakten de software te downloaden.
Sommige websites beweren ten onrechte dat het om software gaat waar oorspronkelijk wel auteursrecht op zat, maar die door de makers niet meer wordt geclaimd, bijvoorbeeld omdat het bedrijf niet meer bestaat, of omdat het te duur zou worden om het auteursrecht te handhaven. 
Als een bedrijf niet meer bestaat hoeft daarmee nog niet het auteursrecht te zijn vervallen: dat kan opgekocht zijn. En software waarvan het auteursrecht verlopen is doordat het bijvoorbeeld ouder dan 70 jaar is, bestaat nog niet. Verder zijn de rechten van sommige oude spellen opgekocht door bedrijven die ze willen exploiteren voor mobiele telefoons.
In sommige gevallen wordt het spel door de rechthebbenden vrijgegeven. Afhankelijk van de omstandigheden wordt het dan in feite freeware, opensourcesoftware of valt het in het publieke domein. Soms bieden de rechthebbenden ook zelf een ouder spel gratis aan. Dit doen ze meestal om publiciteitsredenen.
Omdat de hardware en software waar het spel oorspronkelijk voor werd ontwikkeld tegenwoordig veelal niet meer voorhanden is, worden dikwijls emulators gebruikt zodat het spel kan worden gespeeld op moderne computers. Zo kunnen veel spellen gespeeld worden die vroeger heel populair waren.